# پروپارگیت
پروپارگیت (به انگلیسی: Propargite) یک ترکیب شیمیایی با شناسه پاب‌کم ۴۹۳۶ است. شکل ظاهری این ترکیب، مایع چسبناک تیره است.